# Purén indómito
Purén indómito es una crónica de Indias del soldado español Diego Arias de Saavedra, redactada bajo la formalidad de un poema épico culto, escrita en idioma castellano y en verso rimado en estrofas de octava real.
Creada en el primer cuarto del siglo XVII, la obra narra la experiencia autobiográfica del autor y los sucesos de la Guerra de Arauco en el sur de Chile. El relato transcurre desde los preliminares de la batalla de Curalaba (1598), donde fue derrotado y muerto el gobernador del Reino de Chile Martín García Óñez de Loyola con el consiguiente el descalabro de las fuerzas conquistadoras a manos de los guerreros mapuches comandados por Pelentaru, hasta los siguientes gobiernos de Pedro de Viscarra (1598-1599) y Francisco de Quiñónez (1599-1600), tratando de las operaciones bélicas y zozobras vividas por los españoles en ese periodo. 
A partir de las investigaciones de Aniceto Almeyda Arroyo, publicadas principalmente en 1944, 1945 y 1967, existe consenso en que el autor de este poema fue Diego Arias de Saavedra. Este consenso se expresa en la última edición crítica y anotada del poema, publicada en Chile en 1985 por Mario Ferreccio, que atribuyó la autoría también a Arias de Saavedra, así como los comentarios de numerosas reseñas, artículos especializados, y textos posteriores que coinciden en la solidez de la identificación del autor. Hasta antes de las pesquisas de Aniceto Almeyda, la obra fue insistentemente atribuida, desde el siglo XVII hasta principios del siglo XX, a otro español llamado Fernando Álvarez de Toledo, quien en realidad fue autor de otro poema denominado Araucana, que a veces es también reseñado como Araucana II para evitar confundirlo con la mucho más célebre La Araucana, obra de Alonso de Ercilla.

## El poema

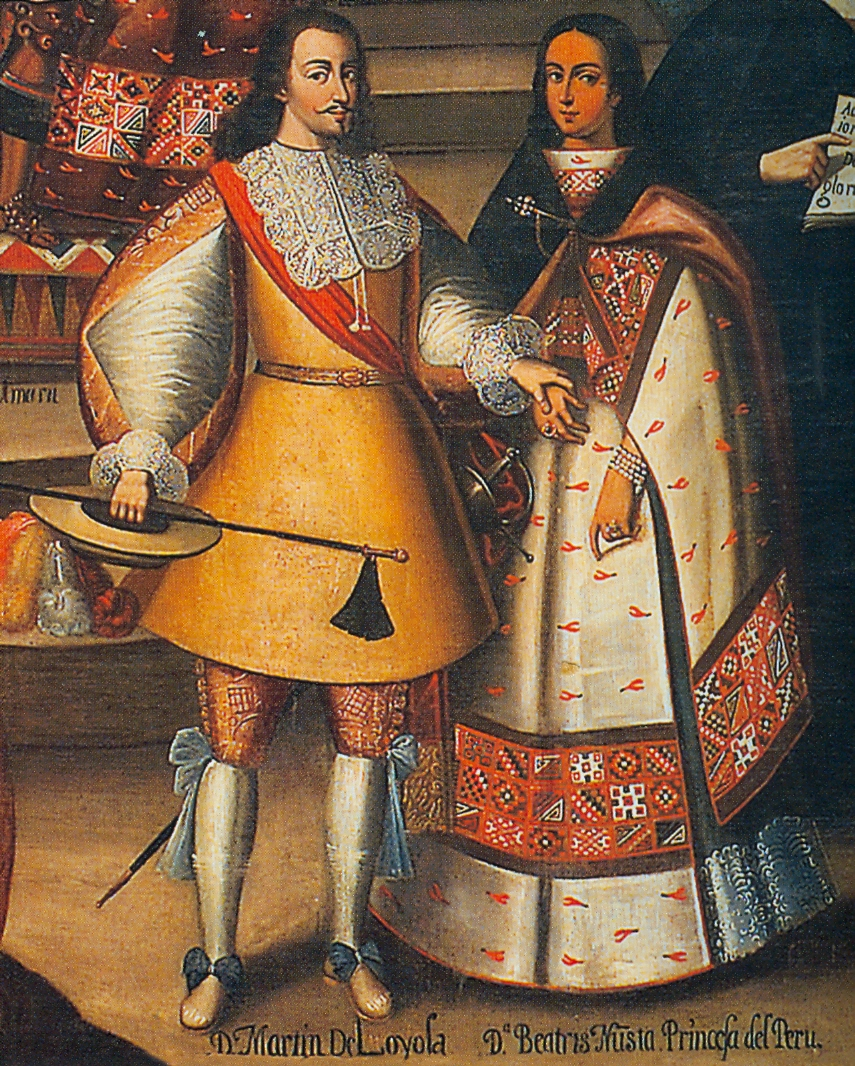
El gobernador Martín Óñez de Loyola y su esposa, la princesa inca Beatriz Clara Coya. La rebelión que se inicia con la muerte de este gobernador de Chile en la Batalla de Curalaba, 1598, abre el relato del Purén Indómito.

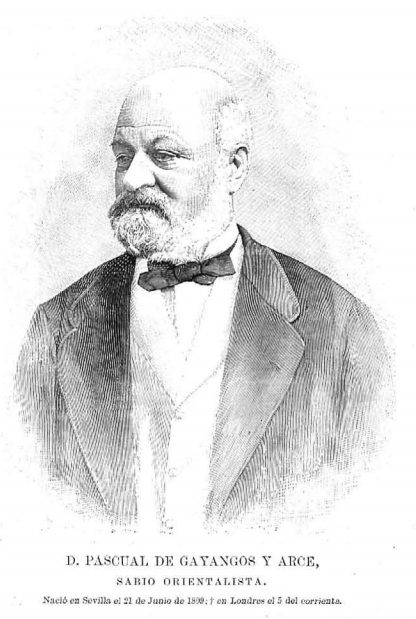
Pascual de Gayangos y Arce; este erudito e historiador fue el antiguo poseedor de la copia manuscrita del Purén Indómito que se guarda en la Biblioteca Nacional de España.

El texto conocido del Purén indómito fue impreso por primera vez por Diego Barros Arana en 1861, aunque Antonio de León Pinelo ya había dado noticia de su existencia en 1629. Pese a que el primer editor creía que estaba incompleto, consta de extensos 24 cantos, que suman aproximadamente 15.220 versos, lo que en octavas reales equivale a alrededor de 1.900 estrofas. Cada canto está precedido por un resumen de su contenido, conformado por un breve párrafo en prosa. 
Existe un manuscrito de esta obra fechado en el siglo XVII en la Biblioteca Nacional de España, que procedería, según la ficha bibliográfica, del acervo del historiador del siglo XIX Pascual de Gayangos y Arce. Este manuscrito se encuentra catastrado aún como obra de Fernando Álvarez de Toledo. Y de acuerdo al mismo registro, pese a constar de 306 hojas está muy incompleto; faltando hojas "al principio y al final y varias octavas en diversos cantos".
La obra no tiene estructura o plan narrativo de poema épico. La narración carece de episodios, nudos o personajes centrales. Se le define como una crónica en verso, que desarrolla cronológicamente un par de años (1598-1600) especialmente conflictivos de la Guerra de Arauco, siendo además el testimonio de uno de sus testigos presenciales. Se trataría, pues, de un ejercicio de memoria y el mismo autor varias veces proclama la verdad y exactitud de lo narrado. De manera que se sucede en las estrofas una larga sucesión batallas, la vida de poblaciones sitiadas, enumeraciones de guerreros que se han distinguido, actos de extrema crueldad cometidos por ambos bandos (sobre todo los indígenas mapuches), incursiones de corsarios (la de Simón de Cordes a Punta Lavapie) y abusos contra prisioneros y rehenes, con especial atención por la trágica suerte de varias mujeres españolas en medio de esta conflagración. El relato se haya tachonado de detalles y pormenores de todo tipo. "Es su experiencia, su recuerdo, el nombre de aquel teniente, de aquel caballero, de un lugar, del trayecto que hizo un día cualquaera. Un cierto sentido de gloria anima este continuo pasar", además de un afán valorativo, expresado en numerosos juicios sobre hechos, coetáneos y costumbres, en los que abunda un mal concepto sobre el estado moral del país en que transcurre la acción, afirma un estudio.

### Influencias y precedentes
En estilo y tema el Purén Indómito sigue al Arauco Domado de Pedro de Oña, texto inspirado a su vez por el poema épico culto La Araucana, de Alonso de Ercilla. Este último fue influido especialmente por la obra de Ludovico Ariosto. En la superficie, los tres, -La Araucana, Arauco Domado y Purén Indómito, integran con otros una misma línea de poemas sobre la Guerra de Arauco. Todos ellos están escritos en rima de octava real, habitualmente adornada con alusiones a la antigüedad clásica. Pero el Purén Indómito se diferencia de ambos poemas que le precedieron por su afán circunscrito a la crónica. 
El autor del Purén Indómito nombra al pasar a Ercilla en un verso como antecedente, constatando que dicho autor ha tratado ya antes las hazañas de un personaje. Y, aunque no comenta nada en respecto de La Araucana, si se declara a sí mismo inferior a en talento y poesía a de Oña y su Arauco Domado:
"No pasara tras de Oña la carrera
 
en un rocín tan flaco como el mio:

a grande liviandad se me tuviera
 
y aun fuera disparate o desvarío,

a quien delante va en tan buen caballo
 
pensar con otro lánguido alcanzallo".  
Pero bajo esta humilde declaración de inferioridad respecto del Arauco Domado, Gregorio Amunátegui Aldunate creía que se establecía en el Purén indómito una especie de desmentido o "rivalidad encubierta" con el texto de Oña. Ya desde el título el pueblo mapuche no está "domado", sino "indómito". Y algunos pasajes parece deplorar la tendencia de autores, como fue el caso de Oña, a atabiar con fábula y ficción el relato de los hechos reales.
Otra de las diferencias fundamentales es que el autor del Purén Indómito expresa su propósito de evitar el tema romántico: "...Pues tengo en el principio prometido / de no contar hazañas de Cupido...".

## El misterio del autor

### Primeras referencias documentales
Inicialmente el español Antonio de León Pinelo en su catálogo bibliográfico de 1629, Epítome de Biblioteca Oriental i Occidental..., atribuyó a Fernando Álvarez de Toledo el Purén Indómito, "que es del lavantamiento de los indios en el año 1599 y muerte del Gobernador Martín García de Loyola, M.S. (manu scripta)". Esta atribución, primera noticia conocida de la obra, se publicó en Madrid un par de años después del fallecimiento en 1627 de quién hoy es considerado el verdadero autor, Diego Arias de Saavedra, y un par de años antes de la muerte del autor supuesto, Fernando Álvarez de Toledo, en Santiago en 1633.
En el siglo siguiente una edición muy posterior del Epítome de Bibliotheca... (1738), abundantemente "aumentada y enmendada" por orden del secretario de Hacienda y Marina de la época, Mateo Pablo Díaz de Lavandero, marqués de Torrenueva, atribuyó a Álvarez de Toledo, además del Purén Indómito, una Araucana "por el título obra diversa del Puren".  basándose en una obra citada anteriormente por el padre Alonso Ovalle en su Histórica relación del Reyno de Chile (1646). Ovalle extractó algunos fragmentos de esta Araucana, que no corresponden al texto conocido del Purén Indómito y tratan de un período anterior de la guerra. Es decir, la acción conocida de dicha Araucana acaba en 1591, nueve años antes de los sucesos narrados en el Purén Indómito. Ovalle, pese a declarar conocimiento de la persona, obra y allegados de Álvarez de Toledo, no dio noticias de que éste hubiera escrito otro poema que el que le cita. Incluso, respecto a la rebelión mapuche de 1598, de la que Purén Indómito hace la crónica, el jesuita se quejó de no tener a mano ningún documento que consultar.

### Primera edición impresa

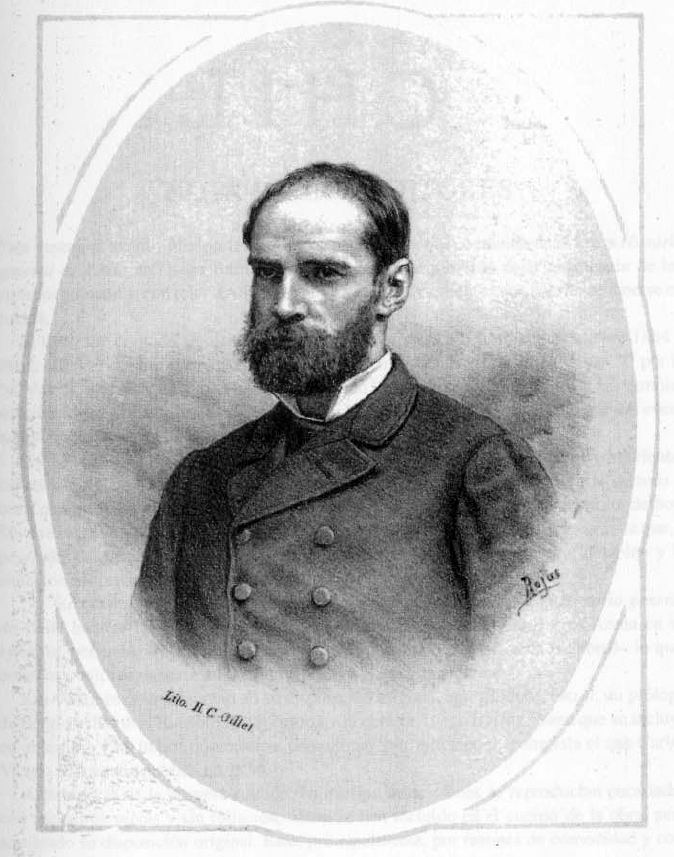
El historiador chileno Diego Barros Arana, responsable de la primera edición impresa del poema.

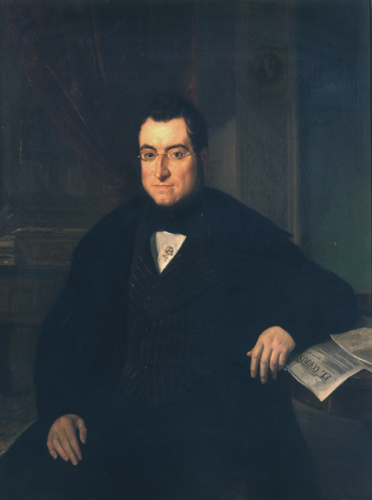
Buenaventura Carlos Aribau, estudioso catalán que prestó a Barros Arana un manuscrito del Purén indómito, permitiendo su posterior publicación.

El historiador chileno Diego Barros Arana tuvo acceso en 1859 en Madrid a un manuscrito del Purén Indómito facilitado por estudioso Buenaventura Carlos Aribau. Barros Arana, tras analizar el manuscrito y asumir que era una copia incompleta de un texto más extenso, mandó a su vez a sacar una copia, publicando la primera edición del poema en Leipzig, Alemania, en 1861 (aunque la impresiòn aparece fechada al año siguiente, 1862). Esta edición, con prólogo del erudito chileno escrito en francés, a partir de la afirmación bibliográfica publicada por León Pinelo en el siglo XVII entregó la autoría del poema a Álvarez de Toledo.
A partir de estos antecedentes, el catálogo de León Pinelo (1629) y la primera edición de Purén Indímito por Barros Arana (1861), durante las décadas siguientes sucesivos autores no pusieron en cuestión el tema de la autoría de este texto. En 1866 Gregorio Amunátegui ensaya una semblanza del supuesto autor y un análisis del poema. En 1898 Domingo Amunátegui Solar publicó una semblanza de Álvarez de Toledo que lo asume como autor del Purén Indómito, pero adelanta su extrañeza por el choque entre los datos biográficos que maneja de éste (que llegó a Chile a los once años), y la declaración del poema que recuerda viajes por el Mar del Norte, el Estrecho y participación en otras guerras lejanas. Soluciona esta incosistencia apelando a una laguna de información respecto a los años juveniles de Álvarez de Toledo, un período en el que, a su parecer, tendrían haber ocurrido estos hechos y travesías. Por su parte en 1878 José Toribio Medina le dedica un capítulo de Historia de la literatura colonial chilena al autor atribuido, que denomina "Hernado Álvarez de Toledo" y no Fernando. Y para salvar la inconsistencia entre los datos documentales sobre el autor atribuido y las memorias aubiográficas extraídas del poema, distinción entre dos personas supuestamente diversas (Fernando y Hernando) que Medina vuelve explícita en su Diccionario Biográfico Colonial (con biografías separadas de ambos). Este hecho, como hará notar después Aniceto Almeyda, deja una fisura abierta respecto de la identidad del supuesto autor.

### La polémica Almeyda-Thayer Ojeda
En 1944 Aniceto Almeyda Arroyo rompió definitivamente la corriente previa, exponiendo una teoría alterna en El autor del Puren Indómito, un texto breve (24 páginas) pero cargado de pesquisas documentales. A partir de un puñado de datos autobiográficos dispersos y específicos que entregaba el propio poema, identificó a Diego Arias Saavedra como el único de los soldados españoles involucrados en el sucesos históricos que reunía en sí todas los requisitos extraídos del análisis del texto, siendo algunos de ellos sumamente peculiares y excluyentes. El autor del poema debía haber sido un soldado experimentado del ejército español, que previamente a su arribo a Chile había pasado por “infortunios, naufragios y tempestades” en los mares de Noruega y el Estrecho de Magallanes; había peleado en las campañas de Paraíba, en Brasil; había sido 1599 alcalde ordinario de Chillán; poseía en los alrededores una propiedad rural y familia, pues el día de la destrucción del poblado estaba acompañado por dos cuñados en las afueras. Todas estas condiciones las cumplía, según su investigación, Arias Saavedra y no Álvarez de Toledo.
Esta posición encontró resistencia en Tomás Thayer Ojeda, que en años anteriores (1903 y 1935) había publicado sendos estudios que se ceñían a la atribución conocida hasta ese entonces; es decir, había adherido a que el Purén Indómito era obra de Fernando Álvarez de Toledo. De manera que, Thayer, secundado por Carlos J. Larraín, refutó a Aniceto Almeyda, manteniendo ambas partes una polémica en la Revista Chilena de Historia y Geografía. En este intercambio Thayer apelaba al principio de autoridad de las fuentes previas, ciñéndose por ejemplo a lo que había anotado León Pinelo en el siglo XVII, además de deducir por medios indirectos que Álvarez de Toledo sí cumplía los requisitos biográficos privativos del autor, señalados en el texto del poema. 
En respuesta, Almeyda argumentó que las presunciones y el principio de autoridad no eran evidencia válida en el debate histórico, aportando sucesivamente nuevas pruebas documentales que afianzaban su conclusión anterior: Arias Saavedra era quién cumplía con los requisitos extraídos del poema. Tras recibir esta completa respuesta, Thayer y Larraín no aportaron en lo sucesivo mayores antecedentes que apuntalaran su posición. En cambio Almeyda, para mayor abundamiento, entregó antecedentes adicionales en favor de la atribución a Arias Saavedra en su discurso de incorporación a la Academia Chilena de la Historia.
Aunque hasta 1960 había autores que consideraban el resultado de esta polémica abierto, la balanza finalmente quedó inclinada por la hipótesis de Aniceto Almeyda. Así, por ejemplo, ya en 1953 Raúl Silva Castro señalaba que "Almeyda allegó datos suficientes para inclinarnos a aceptar que el Purén Indómito (...) fue escrito por (...) Diego Arias de Saavedra", en el 2000 el historiador Sergio Villalobos al escribir el libro Barros Arana: formación intelectual de una nación, y pasando revista a los aportes de este erudito, no se atiene de afirmar que "atribuyó equivocadamente a Fernando Álvarez de Toledo" el Purén Indómito. En tanto que en su Diccionario de la Literatura Chilena de 1997 Efraín Szmulewicz advierte en la entrada correspondiente a Fernando Álvarez de Toledo que "se descubrió que con más seguridad esta obra (Purén Indómito) sea de Diego Arias de Saavedra". Y un estudio ha llegado a señalar que la "atribución indebida del Purén Indómito a Fernando Álvarez de Toledo o el ocultamiento del nombre del autor de La guerra de Chile pueden ser entonces considerados como indicios de la reacción de una institucionalidad literaria proclive a un paradigma estandarizado, reacio a dar cabida y a perpetuar la escritura de unos hechos que contradigan la conquista como empresa del ideal épico y siempre victorioso". Pero el reconocimiento más fuerte de la autoría es la publicación en 1985 de la última edición disponible del Purén Indómito, anotada por Mario Ferrenccio, que entrega los pormenores de la polémica Almeyda-Thayer Ojeda, y termina por atribuir el texto también a Arias de Saavedra.

## Críticas y comentarios del texto

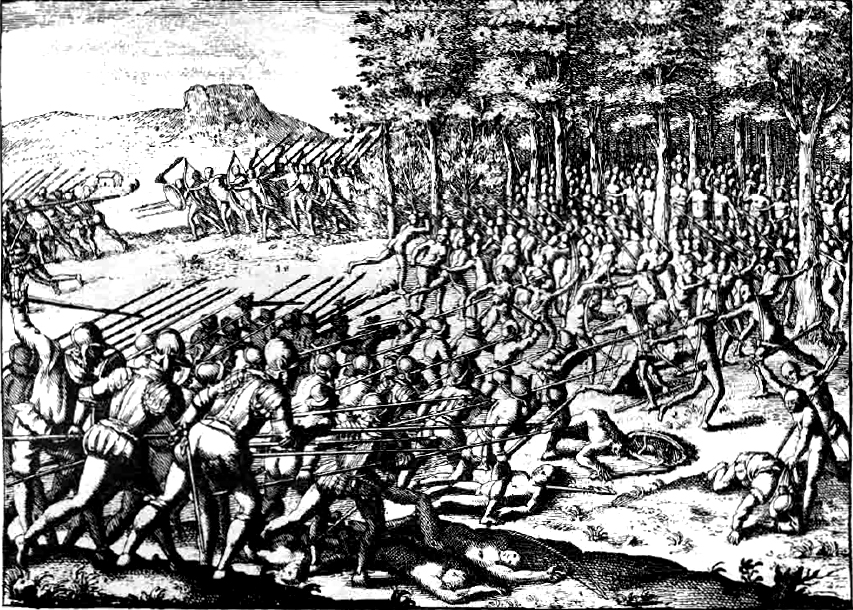
La Guerra de Arauco entre mapuches y españoles, aquí ilustrada en un grabado del, es el tema central del texto.

La calidad poética del texto, aunque ha tenido defensores, ha sido valorada negativamente en diversas épocas y por distintos autores; asimismo, la importancia del Purén indómito como documento histórico ha sido ponderada una y otra vez.

### Gregorio Amunátegui
En 1866, Gregorio Amunátegui afirmó que «el mérito poético [...] es ninguno. Le falta [a la obra] inspiración y le sobra vulgaridad»; sin embargo, añadió que era una de las «fuentes primitivas de la historia de Chile», destacando el texto por su acopio de datos y por estar «muy bien informado de todo».
Según la opinión de Amunátegui, el texto entregaba un panorama y datos de los que no se había dudado hasta esa fecha. Opinaba que el texto estaba desprovisto de las idealizaciones típicas de las obras de Alonso de Ercilla y de Pedro de Oña, ofreciendo retratos realistas, descarnados y críticos de mapuches y españoles.

### José Toribio Medina
En 1876, José Toribio Medina señaló que no había que juzgar la obra como un poema, porque en definitiva no era tal, sino como una crónica histórica: «ni siquiera guarda la forma del poema: nada de invocación, nada de máquina, nada de majestad, ningún nudo, ni siquiera desenlace».
Sin embargo, Medina también afirmó, a propósito de las estrofas en que un indígena censura los crímenes españoles, que el autor, «cuando no se ve atado por el tirante lazo de la verdad histórica, que excluye el vuelo de la imaginación, es realmente poeta». En este sentido, Medina defendió al autor de las críticas previas de Amunátegui, matizando que las «aptitudes [del autor] se revelan, sobre todo, en el género descriptivo, para el cual tiene facilidad y muy buenas perspectivas», con comparaciones «en que campean delicadeza, buen gusto y energía», como:
"Y quién, cual las hormigas a la parva 

van y vienen cargadas con el grano,

así, del pueblo unos salen y otros entran

y cargados los míseros se encuentran..."
O como la siguiente, también citad por Medina:
"...Cuál en festivos dios señalados,
 		
desde balcones miran y barreras

en el coso a los toros madrigados

las vueltas que van dando y las carreras:

desde el muro, ventanas y tejados,

de los cubos, traveses y troneras,

el bando de los nuestros pavoroso

así miraba al infido furioso..."
Medina llama además la atención sobre la doble lectura o valoración que el poema entrega de los mapuches. Por una parte: 
"La misma gloria y títulos merecen

estos indios de Chile y más loores,

pues por su cara patria ellos padecen 

muertes, penas, afanes y dolores; 

y en lo que más todos se engrandecen

es preciarse de ser sus defensores,

pues quieren más perder la dulce vida 

que verla de españoles oprimida."
Pero por otro lado el autor, según nota Medina, afirma que los indígenas son: 
"Arrogantes, soberbios y atrevidos
 		
traidores, desleales y embusteros
 		
como gente intratable que se cría
 		
sin fe, sin ley, sin rey, sin policía..."

### Domingo Amunátegui
En 1898, Domingo Amunátegui Solar señaló que se podía encontrar en el poema «una que otra comparación feliz, que se pierden en [...] un desierto de malas octavas reales». Incluso así, catalogó al escrito como uno de los cinco grandes poemas de la guerra de Arauco, por lo que su autor viviría por siempre al lado de «Ercilla, Oña, de Mendoza y de Jofré del Águila».

### Menéndez Pelayo
En su Historia de la poesía hispanoamericana (1911-1913), el español Marcelino Menéndez Pelayo criticó principalmente la extensión del poema que era, en su concepto, «ración muy suficiente para empalagar y rendir al más tolerante lector de crónicas rimadas». Y agregó, con desaprobación y desprecio de la importancia de los hechos narrados, que «¡Todo [fue] para contar unos cuantos años de monótona guerra contra salvajes medio desnudos, cantados además hasta la saciedad por un tan gran poeta como Ercilla, y por otro tan notable como Pedro de Oña!». 
Reconociendo el valor como documento histórico, Menéndez Pelayo deploró, además de la extensión, la calidad literaria. Para él la obra «no tiene de poesía más que el metro, bien desaliñado por cierto, afeado por frecuentes consonancias homónimas y por dislocaciones de acentos». Del estilo dijo el mismo autor que era «pobre, humilde, bajo y escaso de elegancia».
Ya respecto al contenido, el estudioso señaló que el autor «llena el poema de insulsas reflexiones morales, que acaban de hacer tediosa y aun imposible su lectura».

### Eladio García
En 1960, Eladio García afirmó que la edición de Diego Barros Arana, única conocida hasta entonces, no ofrecía suficientes seguridades desde el punto de vista filológico. Y, no pudiendo aceptar su exactitud e integridad, anunciaba que abandonaba su propósito inicial de intentar la publicación de una edición crítica del Purén indómito. Por otra parte volvía, como Gregorio Amunátegui, a llamar la atención sobre la falta de estructura narrativa, concepto rector o personajes centrales. Según García, la obra «[narra] una serie incontable de batallas, sin genialidad, [recurriendo a la] adjetivación convencional, [sin] ninguna riqueza o novedad metafórica».
Sin embargo, García pareció otorgarle valor al texto desde cierto punto de vista de cierta "historia espiritual de Occidente". Lo presenta en calidad de ejemplo de cómo recurrieron a explicaciones "místicas" y argumentos "sentimentales" quienes presenciaron el "pavoroso" espectáculo de la Conquista. La rebelión indígena de 1598, con sus truculentos detalles (en el poema abundan barrocas descripciones de torturas, desmembramientos, violaciones y asesinatos) serían, en el poema, una suerte de castigo divino por los pecados de los españoles. Eladio García también creía identificar en los versos varias pistas de la influencia de la espiritualidad del cristianismo heterodoxo de Erasmo de Róterdam, como el mayor valor de la oración secreta y la crítica de la religiosidad pública y superficial. En ese sentido, también afirmó que el autor "es uno de pocos escritores de su tiempo que cita a Erasmo sin un tono despectivo", pues hay un pasaje que menciona explícitamente al humanista.

### Mario Rodríguez
En una línea que valora el Purén indómito como documento histórico-literario revelador, se ubica Mario Rodríguez (2000). Este investigador señala, por una parte, las "estrategias de poder" presentes en el poema, que establece la autoridad de los monarcas españoles y sus gobernadores como fuente de justicia. Un panorama donde la falta de estos potentados (la muerte del gobernador Óñez de Loyola) aparece como raíz de injusticias. Pero además Rodríguez abunda en el carácter crítico y de denuncia del poema. En sus palabras el poema despliega una "escenografía de infamias y actos desviados de la ética cristiana". Lo hace primero respecto de los mapuches, presentados como brutales, sádicos y bárbaros, aspecto sobre el que abundaron especialmente los primeros comentaristas de la obra. Pero también esta crítica cae sobre los peninsulares "tránfugas", que cambian de bando (Barba y Bello) de manera oportunista. O sobre los españoles de Chile en general, acusados de inconsecuencia, codicia, lujuria, crueldad y múltiples crímenes. Al respecto, Rodríguez destacan un pasaje, también subrayado en su tiempo por Medina, en que se pone las siguientes quejas en boca del mapuche Pailamacho en el Canto III:
"Dicen que a su Dios de ellos que le amemos,

y nunca jamás vemos que ellos le aman,

y que su sancto nombre no juremos,

y ellos solos le juran y disfaman;

el día sancto mandan que guardemos,

y para trabajar ellos nos llaman,

a nuestro padre y madre que les honremos,

y a los suyos honrarlos nunca vemos;

Alegan que a ninguno no se mate

y a todos nuestros deudos nos han muerto,

que no hay ninguno, no, que bien los trate,

maltratándolos siempre sin concierto;

dicen que el fornicar que no se trate

y ellos fornican siempre al descubierto,

y está la tierra llena de mestizos,

hijos bastardos destos venedizos;

Manda su ley católica y ordena,

según ellos continuo nos predican,

que no se tome alguna cosa ajena,

y aquesto por verdad lo certifican;

la ley la tengo yo por sancta y buena,

y por buena ellos todos la publican,

mas son de nuestra sangre chupadores

y de nuestras haciendas usurpadores;

Por lo cual creo yo que son tiranos,

adúlteros, nefandos, alevosos,

y que tomaron nombres de cristianos

para encubrir sus artes, cautelosos:

¡ea!, pues, remitámoslo a las manos

y mueran los perjuros mentirosos,

pues claramente vemos que era salsa

para engañar los gustos, su ley falsa".